# Skrbni pregled poslovanja
Skrbni pregled poslovanja (angl. Due diligence) je storitev, ki posameznika seznani s poslovanjem družbe in povezanimi poslovnimi, finančnimi, pravnimi, davčnimi ter drugimi tveganji pred nakupom, prodajo, združitvijo ali privatizacijo družbe.

## Namen
Ustreznost transakcije iz vidika ustvarjanja vrednosti za lastnike je ocenjena na podlagi izvedenega vrednotenja. Osnova za pripravo ocene vrednosti pa predstavljajo tudi ugotovitve skrbnega pregleda poslovanja v povezavi s povezanimi tveganji.
Storitev znižuje možnosti morebitnih negativnih presenečenj po nakupu ali združitvi, še posebej če jo opravljajo neodvisni zunanji finančni svetovalci.

## Vrste
Najpogosteje govorimo o poslovnem, finančnem, pravnem in davčnem skrbnem pregledu:
- poslovni skrbni pregled poslovanja: pokriva pregled tveganj, povezanih s poslovnim modelom družbe in njenim poslovanjem
- finančni skrbni pregled poslovanja: razjasni tveganja, povezana s finančnim poslovanjem in stanjem družbe
- pravni skrbni pregled poslovanja: pokriva pregled tveganj, povezanih s sklenjenimi pogodbami
- davčni skrbni pregled poslovanja: razjasni potencialna tveganja iz naslova davčnih tveganj, povezanih s preteklim poslovanjem

Vse bolj aktualni pa so tudi kadrovski, tržni in tehnološki skrbni pregledi poslovanja. 